# Basket 25 Bydgoszcz
 (janvier 2018).
Maillots
Le KS Basket 25 Bydgoszcz est un club polonais féminin de basket-ball fondé en 1994 et appartenant à la Basket Liga Kobiet. Le club est basé dans la ville de Bydgoszcz.

## Palmarès
- Vice-champion de Pologne (4) : 2015, 2016, 2018, 2020
- Vainqueur de la Coupe de Pologne (1) : 2018
- Seizièmes de finale de l'Eurocoupe : 2018, 2019, 2020